# Matiaszów
Matiaszów – wieś w Polsce, położona w województwie świętokrzyskim, w powiecie staszowskim, w gminie Osiek.
W latach 1954–1959 wieś należała i była siedzibą władz gromady Matiaszów, po jej zniesieniu w gromadzie Tursko Wielkie. W latach 1975–1998 wieś administracyjnie należała do województwa tarnobrzeskiego. 
Przez wieś biegnie droga powiatowa nr 42343/42347 (0815T – Trzcianka – Sworoń – Matiaszów – Szwagrów – Niekurza) oraz dwie drogi gminne nr 4233009 (002658T – Szwagrów – Matiaszów); nr 4233010 (002659T – Matiaszów – Matiaszów-Staszówek). W bezpośrednim sąsiedztwie wsi przebiegają wały wiślane, poza tym (w niewielkim fragmencie) biegnie szerokotorowa linia kolejowa nr 65 (tzw. LHS).
| SIMC    | Nazwa               | Rodzaj     |
| ------- | ------------------- | ---------- |
| 0802107 | Matiaszów-Staszówek | przysiółek |

## Historia i położenie
Matiaszów leży nad Wisłą i istnieje jako osobna wieś od XVI wieku. Niegdyś nazywał się Opatów Las a w pierwszej połowie XVII wieku nową nazwę nadał od swojego imienia Matyasz (Maciej) Dębicki z rodu Dębickich herbu Gryf, który około 1638 roku założył w tym miejscu dwór i folwark. 
Opatów Las nie pojawia się w księgach poborowych województwa sandomierskiego z 1508 roku, które wymieniają tylko 4 wsie w parafii Niekrasów: Tursko, Trzciankę, Niekrasów i Ossalę a spośród najbliższych wsi leżących obecnie również na lewym brzegu Wisły wymieniona jest jeszcze tylko Niekurza jako należąca do parafii Gawłuszowice. Najwcześniejsza wzmianka o Opatowym Lesie pochodzi z 1565 roku i znajduje się w dokumentach działowych rodziny Turskich, którzy dzielą się między sobą dobrami Tursko Wielkie, w tym gruntem ,,ktory zwano Opatow Las na ktorym juz z obu stron kmiecie pewni są posadzeni y pola są w wielkiey cześci rozkopane y pozytki poczynione", co świadczy, że była to wówczas nowo osiedlona wieś. Niedługo potem, księgi poborowe województwa sandomierskiego z 1578 roku już wymieniają w parafii Niekrasów wieś Opatów Las alias Bieńkowice. Oprócz niej i wcześniej wspomnianych 4 wsi wymienione zostają także wsie Kępka oraz Nakole Las. W księgach metrykalnych parafii Niekrasów, zachowanych od 1680 roku, wielokrotnie wymieniany jest nie tylko Matiaszów ale również tamtejszy dwór jako aula in Mathyaszow.
Polski jezuita i przyrodnik Gabriel Rzączyński (1664-1737) wymienia Matyaszow jako miejsce występowania krzewinki z gatunku września pobrzeżna (Myricaria germanica), której stanowisko odkrył tam w roku 1721. Wiadomość ta pojawia się w niemieckim roczniku botanicznym z roku 1900. W dokumentach XIX-wiecznych najczęściej spotykany jest zapis Matyaszow i Matyaszów. Matiaszów w przeszłości był wsią szlachecką i należał po sprzedaniu przez Matyasza Dębickiego m.in. do Orzechowskich i Żelińskich (Żeleńskich) a w XIX wieku do Radziwiłłów i Potockich. Nazwa wsi pochodzi od imienia Matias lub bardziej po polsku Matyjasz – węgierskiego brzmienia imion Maciej jak i Mateusz, którego słowiańską formą jest właśnie Maciej.
Na obszarze Matiaszowa znajduje się pozostałe w starorzeczu Jezioro Matiaszowskie oraz mokradła zwane Starym Wiślem, co na Sandomierszczyźnie oznacza dawne koryto wiślane. Od XVII wieku stał tu dwór, który istniał mniej więcej do drugiej połowy XIX wieku. W latach 40. XIX wieku utworzono pod folwark i cukrownię sąsiednią wieś – Szwagrów, przez co zmniejszyła się powierzchnia gruntów południowej części Matyaszowa. Jeszcze w owych czasach miejsce niegdysiejszych zabudowań wiejskich znacząco różniło się od wyglądu współczesnego (wówczas teraźniejszego), bowiem: domy we wsi stały tylko na terenie wysiółka Górka i po drugiej stronie Jeziora Matiaszowskiego, na przedłużeniu drogi biegnącej przez Górkę, a jezioro jakby połowiło wieś.
Wieś wymieniana w Słowniku geograficznym Królestwa Polskiego i innych krajów słowiańskich pod koniec XIX wieku.

MATYASZÓW, wieś nad rzeką Wisłą, powiat sandomirski, gmina Tursko, parafia Niekrasów. Odległość 34 wiorsty od Sandomierza, ma 37 domów, 208 mieszkańców, 289 mórg ziemi dworskiej i 320 mórg (ziemi) włościańskiej. Obszar folwarku należy do dóbr hrabiego Artura Potockiego.

Słownik geograficzny Królestwa Polskiego..., t. VI.

Na podstawie ww. informacji z 1887 roku – Matyaszów, to wieś nad rzeką Wisłą w ówczesnym powiecie sandomierskim, w ówczesnej gminie Tursko i parafii Niekrasów. Leży w odległości 34 wiorst od Sandomierza. Ma 37 domów, 208 mieszkańców, 289 morgi ziemi dworskiej i 320 mórg ziemi włościańskiej. Obszar folwarku Matyaszów należy do dóbr hr. Artura Potockiego.
W 1886 roku ówczesna parafia Niekrasów należała do ówczesnego dekanatu sandomierskiego (ale dawniej jeszcze do dekanatu staszowskiego) i liczyła wówczas 2230 dusz.
Matyaszów w 1867 roku wchodził w skład gminy Tursko, z urzędem gminy w Strużkach. Sądem okręgowym dla gminy był IV Sąd Okręgowy w Staszowie (tam też była stacja pocztowa). Gmina miała 8781 mórg rozległości ogółem (w tym 5083 mórg włościańskich) i 4613 mieszkańców (w tym 1,4% pochodzenia żydowskiego, tj. 63 żydów). W skład gminy wchodziły jeszcze: Antoszówka, Dąbrowa, Luszyca, Nakol, Niekrasów, Niekurza, Okrągła, Ossala, Pióry, Rudniki, Szwagrów, Strużki, Sworoń, Trzcianka, Tursko Małe, Tursko Wielkie, Tursko Wola, Zaduska Kępa i Zawada.

## Demografia
Współczesna struktura demograficzna wioski Matiaszów na podstawie danych z lat 1995–2009 według roczników GUS-u, z prezentacją danych z 2002 roku:

| WYSZCZEGÓLNIENIE | WYSZCZEGÓLNIENIE | WYSZCZEGÓLNIENIE | WYSZCZEGÓLNIENIE | WYSZCZEGÓLNIENIE | J. m.       | POPULACJA MIESZKAŃCÓW (w przedziałach wiekowych w 2002 roku) | POPULACJA MIESZKAŃCÓW (w przedziałach wiekowych w 2002 roku) | POPULACJA MIESZKAŃCÓW (w przedziałach wiekowych w 2002 roku) | POPULACJA MIESZKAŃCÓW (w przedziałach wiekowych w 2002 roku) | POPULACJA MIESZKAŃCÓW (w przedziałach wiekowych w 2002 roku) | POPULACJA MIESZKAŃCÓW (w przedziałach wiekowych w 2002 roku) | POPULACJA MIESZKAŃCÓW (w przedziałach wiekowych w 2002 roku) | POPULACJA MIESZKAŃCÓW (w przedziałach wiekowych w 2002 roku) | POPULACJA MIESZKAŃCÓW (w przedziałach wiekowych w 2002 roku) | POPULACJA MIESZKAŃCÓW (w przedziałach wiekowych w 2002 roku) |
| WYSZCZEGÓLNIENIE | WYSZCZEGÓLNIENIE | WYSZCZEGÓLNIENIE | WYSZCZEGÓLNIENIE | WYSZCZEGÓLNIENIE | J. m.       | OGÓŁEM                                                       | 0-9                                                          | 10-19                                                        | 20-29                                                        | 30-39                                                        | 40-49                                                        | 50-59                                                        | 60-69                                                        | 70-79                                                        | 80+                                                          |
| ---------------- | ---------------- | ---------------- | ---------------- | ---------------- | ----------- | ------------------------------------------------------------ | ------------------------------------------------------------ | ------------------------------------------------------------ | ------------------------------------------------------------ | ------------------------------------------------------------ | ------------------------------------------------------------ | ------------------------------------------------------------ | ------------------------------------------------------------ | ------------------------------------------------------------ | ------------------------------------------------------------ |
| I.               | OGÓŁEM           | OGÓŁEM           | OGÓŁEM           | OGÓŁEM           | os.         | 290                                                          | 44                                                           | 36                                                           | 34                                                           | 47                                                           | 33                                                           | 24                                                           | 33                                                           | 31                                                           | 8                                                            |
| I.               | –                | odsetek          | odsetek          | odsetek          | %           | 100                                                          | 15,1                                                         | 12,4                                                         | 11,7                                                         | 16,2                                                         | 11,4                                                         | 8,3                                                          | 11,4                                                         | 10,7                                                         | 2,8                                                          |
| I.               | 1.               | WEDŁUG PŁCI      | WEDŁUG PŁCI      | WEDŁUG PŁCI      | WEDŁUG PŁCI | WEDŁUG PŁCI                                                  | WEDŁUG PŁCI                                                  | WEDŁUG PŁCI                                                  | WEDŁUG PŁCI                                                  | WEDŁUG PŁCI                                                  | WEDŁUG PŁCI                                                  | WEDŁUG PŁCI                                                  | WEDŁUG PŁCI                                                  | WEDŁUG PŁCI                                                  | WEDŁUG PŁCI                                                  |
| I.               | 1.               | A.               | Mężczyzn         | Mężczyzn         | os.         | 147                                                          | 21                                                           | 17                                                           | 18                                                           | 26                                                           | 22                                                           | 9                                                            | 19                                                           | 13                                                           | 2                                                            |
| I.               | 1.               | A.               | –                | odsetek          | %           | 50,7                                                         | 7,2                                                          | 5,8                                                          | 6,2                                                          | 9                                                            | 7,6                                                          | 3,1                                                          | 6,6                                                          | 4,5                                                          | 0,7                                                          |
| I.               | 1.               | B.               | Kobiet           | Kobiet           | os.         | 143                                                          | 23                                                           | 19                                                           | 16                                                           | 21                                                           | 11                                                           | 15                                                           | 14                                                           | 18                                                           | 6                                                            |
| I.               | 1.               | B.               | –                | odsetek          | %           | 49,3                                                         | 7,9                                                          | 6,6                                                          | 5,5                                                          | 7,2                                                          | 3,8                                                          | 5,2                                                          | 4,8                                                          | 6,2                                                          | 2,1                                                          |

Rysunek 1.1 Piramida populacji – struktura płci i wieku wioski
| I. | OGÓŁEM | OGÓŁEM  | OGÓŁEM            | OGÓŁEM            | OGÓŁEM            | os.     | 290     | 147     | 143     |         |         |         |         |         |         |         |         |         |         |         |
| I. | –      | odsetek | odsetek           | odsetek           | odsetek           | %       | 100     | 50,7    | 49,3    |         |         |         |         |         |         |         |         |         |         |         |
| I. | 1.     | W WIEKU | W WIEKU           | W WIEKU           | W WIEKU           | W WIEKU | W WIEKU | W WIEKU | W WIEKU | W WIEKU | W WIEKU | W WIEKU | W WIEKU | W WIEKU | W WIEKU | W WIEKU | W WIEKU | W WIEKU | W WIEKU | W WIEKU |
| I. | 1.     | A.      | Przedprodukcyjnym | Przedprodukcyjnym | Przedprodukcyjnym | os.     | 72      | 34      | 38      |         |         |         |         |         |         |         |         |         |         |         |
| I. | 1.     | A.      | –                 | odsetek           | odsetek           | %       | 24,8    | 11,7    | 13,1    |         |         |         |         |         |         |         |         |         |         |         |
| I. | 1.     | B.      | Produkcyjnym      | Produkcyjnym      | Produkcyjnym      | os.     | 156     | 89      | 67      |         |         |         |         |         |         |         |         |         |         |         |
| I. | 1.     | B.      | –                 | odsetek           | odsetek           | %       | 53,8    | 30,7    | 23,1    |         |         |         |         |         |         |         |         |         |         |         |
| I. | 1.     | B.      | a.                | mobilnym          | mobilnym          | os.     | 102     | 55      | 47      |         |         |         |         |         |         |         |         |         |         |         |
| I. | 1.     | B.      | a.                | –                 | odsetek           | %       | 35,2    | 19      | 16,2    |         |         |         |         |         |         |         |         |         |         |         |
| I. | 1.     | B.      | b.                | niemobilnym       | niemobilnym       | os.     | 54      | 34      | 20      |         |         |         |         |         |         |         |         |         |         |         |
| I. | 1.     | B.      | b.                | –                 | odsetek           | %       | 18,6    | 11,7    | 6,9     |         |         |         |         |         |         |         |         |         |         |         |
| I. | 1.     | C.      | Poprodukcyjnym    | Poprodukcyjnym    | Poprodukcyjnym    | os.     | 62      | 24      | 38      |         |         |         |         |         |         |         |         |         |         |         |
| I. | 1.     | C.      | –                 | odsetek           | odsetek           | %       | 21,4    | 8,3     | 13,1    |         |         |         |         |         |         |         |         |         |         |         |

## Geografia
W XIX-wiecznym Matiaszowie umiejscowione było nieduże jeziorko nazwane Matyaszowskie – znane nam z oryginalnego opisu Ludwika Wolskiego z 1851 roku.

Jeziora w Królestwie Polskiém. (...) Jeziora Gubernii Radomskiéj. (...) Powiat Sandomierski.
Wszystkie jeziora powiatu tego leżą nad samą rzeką Wisłą lub w niewielkiéj od niéj odległości.
(...) Znajdujące się we wsi Matyaszów, gminie Tursko, jezioro nazwane Matyaszowskie, położone jest na płaszczyznie, w miejscu otwartém. Grunta jego nadbrzeżne są twarde. Obszerne 5 do 6 morgów, głębokość nierówna, największa wynosić może stóp 16. Żadna rzeka ani strumień z niego nie wypływa, ani téż wpływa; za roztopieniem śniegów, lub spadnięciem ulewnych deszczów, znacznie przybiera. Podziemnéj kommunikacyi nie ma. Woda nieco zielonawego koloru, słodka, żadnego odoru niemająca, od brzegów zarosła trzciną. Obfituje w ryby: szczupaki, karasie, karpie i inne. Gdy jeszcze od strony Wisły lądy nie były zabezpieczone wałami, rzeka ta, w czasie wylewów swych, wiele drzew do jeziora tego naniosła, przez co połów ryb utrudniony. Lecz wydobycie drzew tych jest niepodobne, gdyż woda z jeziora spuścić się nie da, a ztąd i znacznego dochodu z rybołostwa spodziewać się tu nie można. Obecnie takowy liczyć można rocznie najwięcéj rubli srébrem 3.
(...) Z wyliczenia takowego wypada, że w gubernii radomskiéj jest w ogóle jezior 59, rozległość ich włók 15, morgów 27; w tym: w powiecie sandomierskim jezior 31, rozległość ich włók 11, morgów 7. Wszystko to są jeziora mniejszéj wielkości; największe z nich Kozłowy dół ma obszerności morgów 70, po nim idzie Krzcińskie – morgów 50, daléj Słoniawa i Przewłockie po morgów 30; inne coraz mniejsze.

Ludwik Wolski, Biblioteka Warszawska. Pismo poświęcone naukom, sztukom i przemysłowi, t. I.

Wieś Matiaszów położona jest 11 km na wschód, północny wschód od Połańca; 20 km na wschód, południowy wschód od Staszowa; 21 km na północ od Mielca i 22 km na południowy zachód od Tarnobrzega leżąc na wysokości 150 m n.p.m.

## Dawne części wsi – obiekty fizjograficzne
W latach 70. XX wieku przyporządkowano i opracowano spis lokalnych części integralnych dla Matiaszowa zawarty w tabeli 1.

| Nazwa wsi – miasta        | Nazwy części wsi – miasta                 | Nazwy obiektów fizjograficznych – charakter obiektu |
| ------------------------- | ----------------------------------------- | --- |
| I. Gromada TURSKO WIELKIE |                                           | |
| 1. Matiaszów              | 1. Górka 2. Korea 3. Podwale 4. Staszówek | 1. Jezioro Matiaszowskie – jezioro 2. Karczunek – pole, łąka 3. Kępa Matiaszowska – pole, łąki 4. Pastwisko – pole 5. Pod Domem – pole 6. Szwagroskie – pole 7. Za Jeziorem – pole |